# Lista de museus de cera
Esta é uma lista de museus de cera do mundo:
| Nome do Museu                             | País                             | Ano de Fundação | Página Oficial |
| ----------------------------------------- | -------------------------------- | --------------- | -------------- |
| Museu de Cera de Fátima                   | Portugal, Fátima.                | ---             | Link           |
| Museu Vida de Cristo                      | Portugal, Fátima                 | 2007            | Link           |
| Dreamland Museu de Cera                   | Brasil, Gramado e Foz do Iguaçu. | 2009, 2013      | Link           |
| Museu de Cera de Petrópolis               | Brasil, Petrópolis               | 2011            | Link           |
| Madame Tussauds de Armsterdã              | Países Baixos, Amsterdã          | 1970            | Link           |
| Madame Tussauds de Berlim                 | Alemanha, Berlim                 | 2008            | Link           |
| Madame Tussauds de Hollywood              | Estados Unidos, Hollywood        | 2009            | Link           |
| Madame Tussauds de Hong Kong              | China, Hong Kong                 | 2000            | Link           |
| Madame Tussauds de Las Vegas              | Estados Unidos, Las Vegas        | 1999            | Link           |
| Madame Tussauds de Londres (sede)         | Reino Unido, Londres             | 1835            | Link           |
| Madame Tussauds de Nova Iorque            | Estados Unidos, Nova Iorque      | 2000            | Link           |
| Madame Tussauds de Shangai                | China, Shangai                   | 2006            | Link           |
| Madame Tussauds de Washington             | Estados Unidos, Washington       | 2007            | Link           |
| Musée Grévin                              | França, Paris                    | 1882            | Link           |
| Museo de Cera                             | Espanha, Madrid                  | 1972            | Link           |
| National Wax Museum                       | Irlanda, Dublin                  | 1983            | Link           |
| Panoptikum                                | Alemanha, Hamburgo               | 1879            | Link           |
| Pavlos Vrellis Museum of Hellenic History | Grécia, Atenas                   | 1983            | Link           |
| Waxworks museum of the Castle of Diósgyőr | Hungria, Miskolc                 | [[]]            | Link           |